# Maurice Pottecher
Maurice Pottecher est un homme de théâtre, écrivain et poète français, né le 19 octobre 1867 à Bussang (Vosges) et mort le 16 avril 1960 à Fontenay-sous-Bois.
Il a également écrit certains ouvrages sous le pseudonyme de Martin Petitclerc.

## Biographie

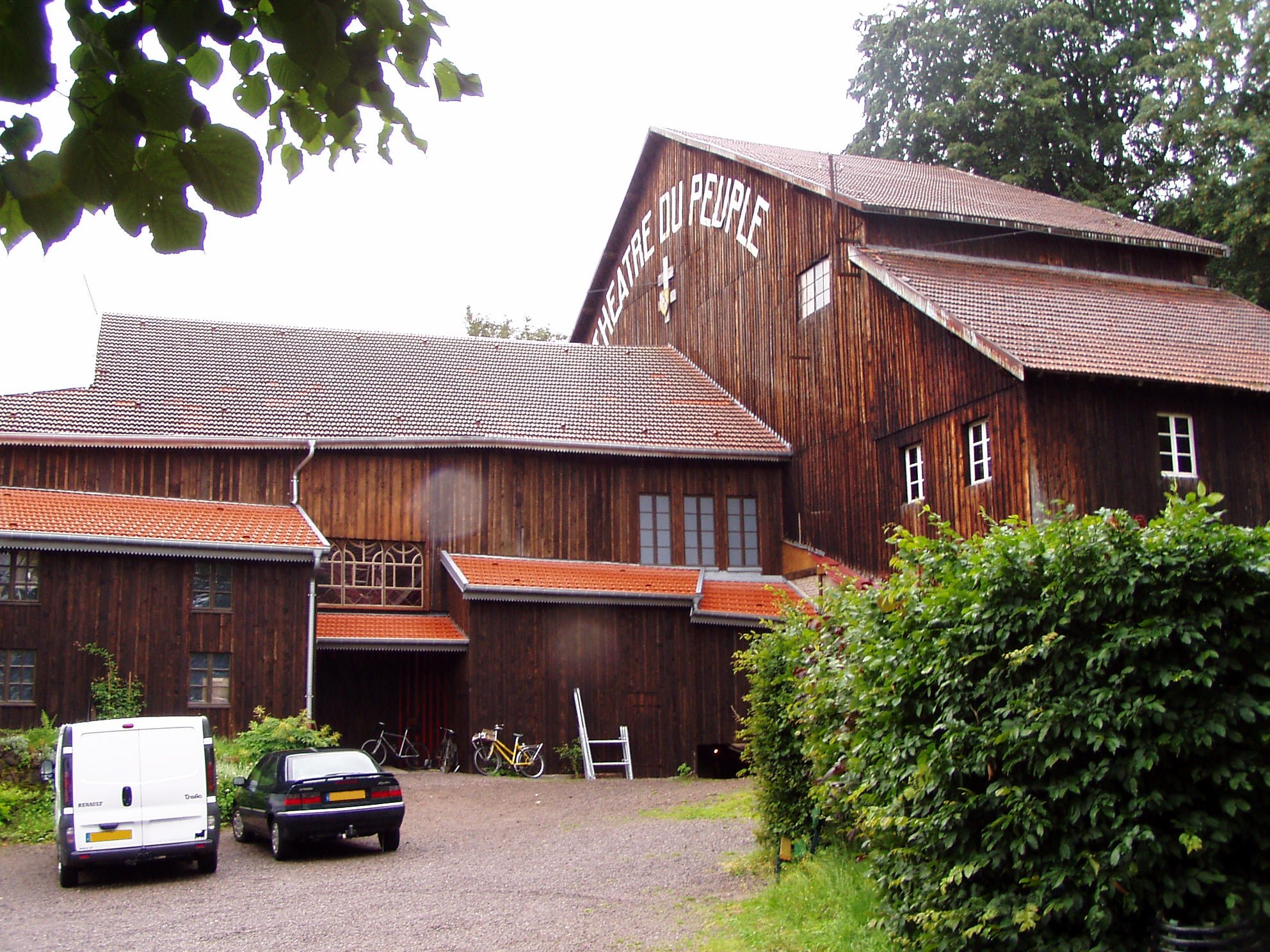
Le théâtre du Peuple à Bussang.

Maurice Marie Benjamin Xavier Pottecher est le second fils d’une famille d'industriels exploitant une fabrique d'étrilles et de couverts, activité prospère mais qui ne convient pas au jeune homme. Il écrit alors pour le théâtre, employant comme comédiens les ouvriers et ouvrières de la manufacture alors dirigée par son frère. Il crée ainsi un théâtre amateur, destiné au public local.
Il étudie à l'École libre des sciences politiques et est titulaire d'une licence de droit.
Écrivain et poète, il écrit des pièces à caractère social pour le théâtre du Peuple qu'il a fondé à Bussang en 1895 et qui existe toujours. Surnommé « le Padre » (surnom qui lui fut attribué par Pierre Richard-Willm), il est enterré dans le parc du théâtre aux côtés de sa compagne de vie et de scène, l'actrice Camille de Saint-Maurice devenue Camille Pottecher, qui fut à ses côtés dans l'aventure du Théâtre du Peuple.
Officier de la Légion d'honneur (décret du 21 janvier 1936), ses insignes lui furent remis par Georges Duhamel, de l'Académie française.
Il est l'oncle paternel de Frédéric Pottecher, acteur, journaliste et chroniqueur judiciaire.

## Œuvres
- Morteville, drame en trois actes, L. Geisler, 1897
- Le Diable marchand de goutte, pièce populaire en trois actes, L. Geisler, 1897
- Liberté, drame en 3 parties, suivi de Le Lundi de Pentecôte, L. Geisler, 1898
- Chacun cherche son trésor, histoire de sorciers en 3 actes, Paul Ollendorff, 1899
- C'est le vent !, comédie villageoise en 3 actes, Paul Ollendorff, 1901
- La Passion de Jeanne d'Arc, drame en 5 actes, Société d'éditions littéraires et artistiques, 1904
- La Reine violante, tragédie en 3 actes, P.-V. Stock, 1906
- Molière et sa femme, comédie en un acte, en vers, P.V. Stock, 1909
- Paroles d'un père, Librairie des Annales, 1910
- Le Mystère de Judas Iscariote, en IV actes et un prologue, P.V. Stock, 1911
- Le Théâtre du peuple de Bussang (Vosges), son origine, son développement et son but exposés par son fondateur, P.-V. Stock, 1913
- L'Anneau de Sakountala, légende dramatique en 7 actes d'après Kalidasa, Paul Ollendorff, 1914
- Jean de Calais, pièce légendaire en XII tableaux, Librairie Théâtrale, 1920
- L'Empereur du Soleil couchant, pièce légendaire en 8 tableaux, Librairie Théâtrale, 1920
- Achille Placidat, l'homme aux lunettes magiques, A. Michel, 1925
- Le Valet noir, pièce légendaire en 5 actes et 7 tableaux, Librairie théâtrale, 1927
- Jules Ferry, sous la Troisième, Gallimard, NRF, 1931
- Le Bourdon de Herlisheim, légende dramatique en 5 actes, Librairie théâtrale, 1934

Pièces de Maurice Pottecher représentées au Théâtre du Peuple
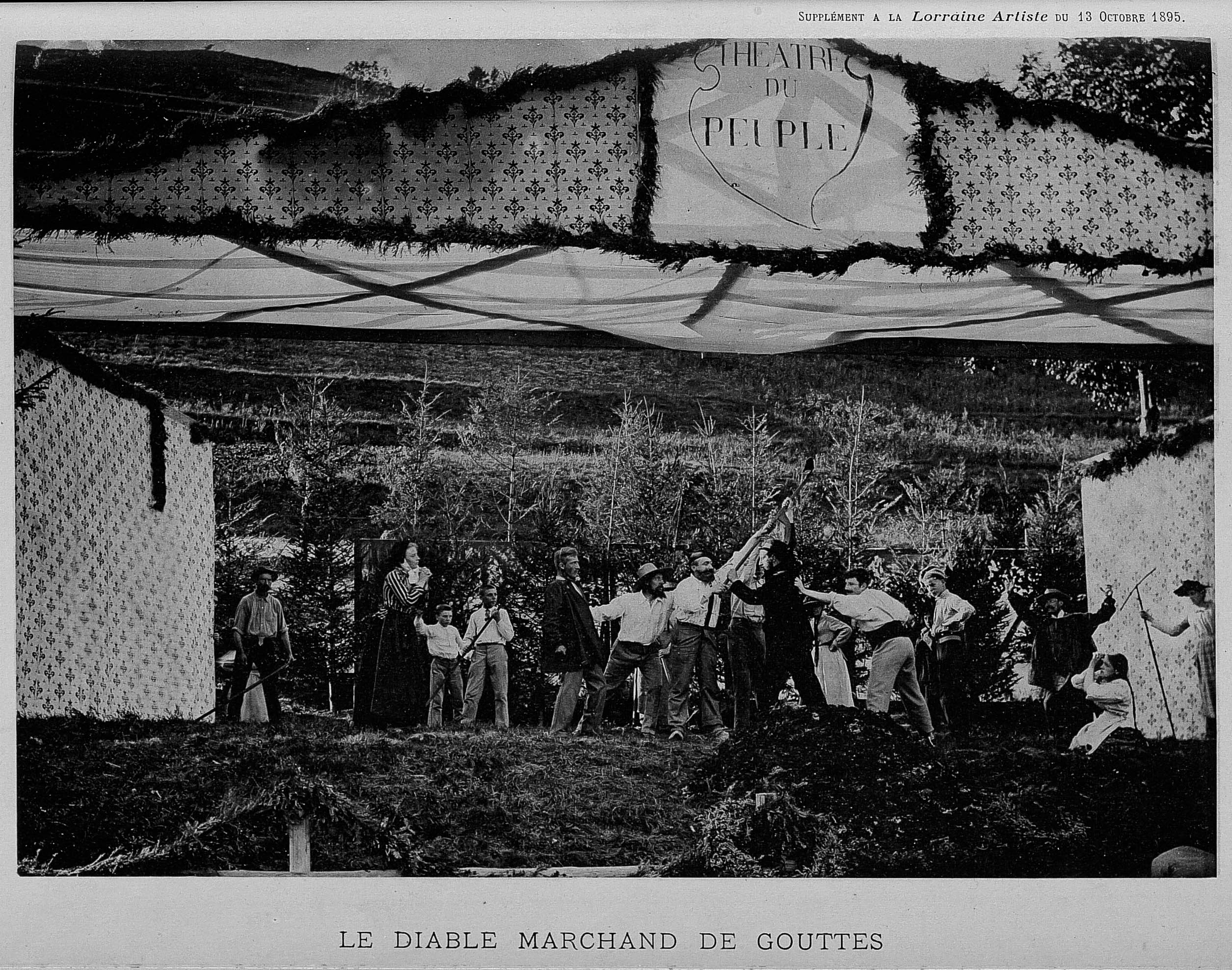
Le Diable marchand de goutte (1895).
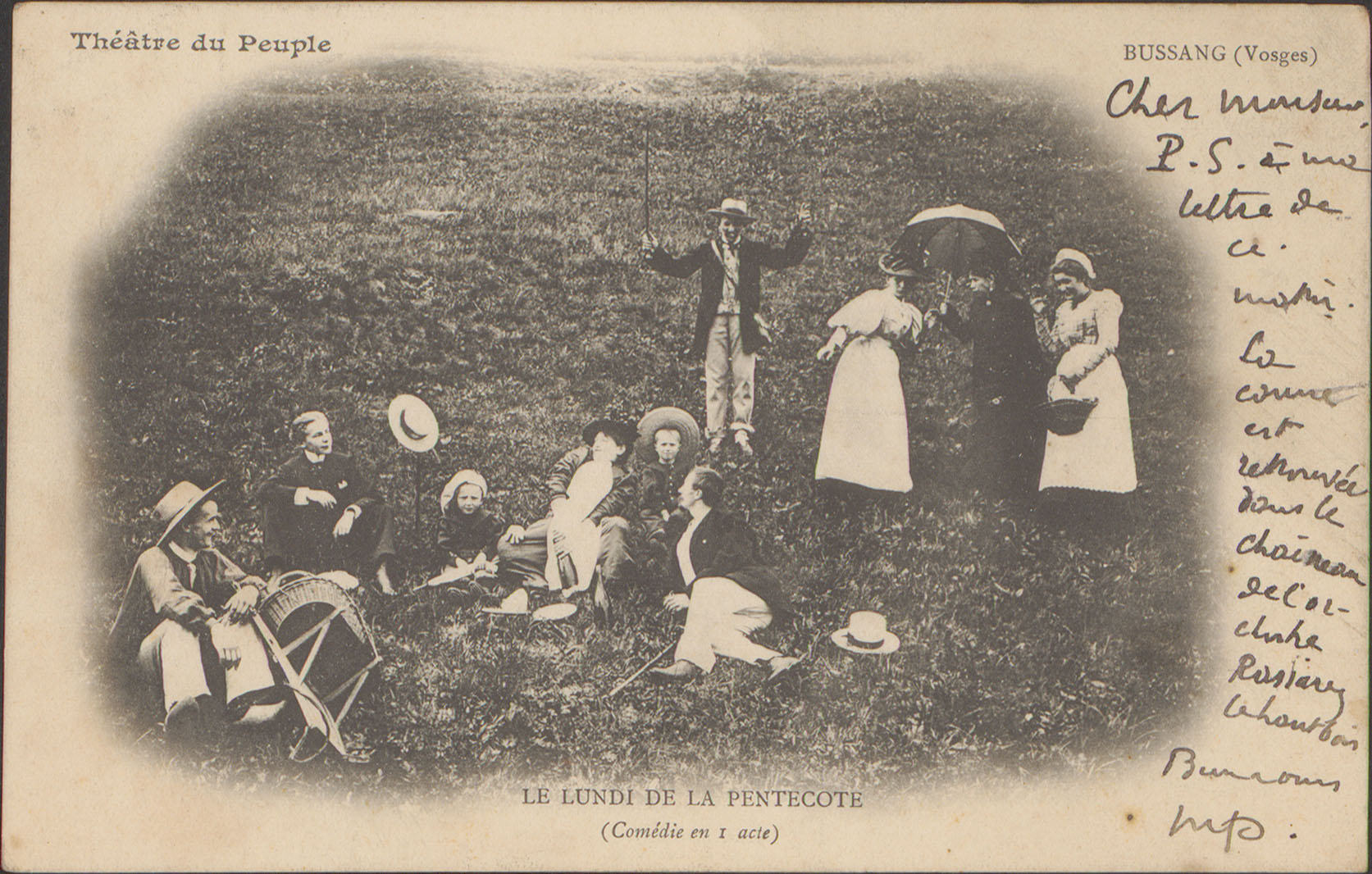
Le Lundi de Pentecôte (probablement 1905).
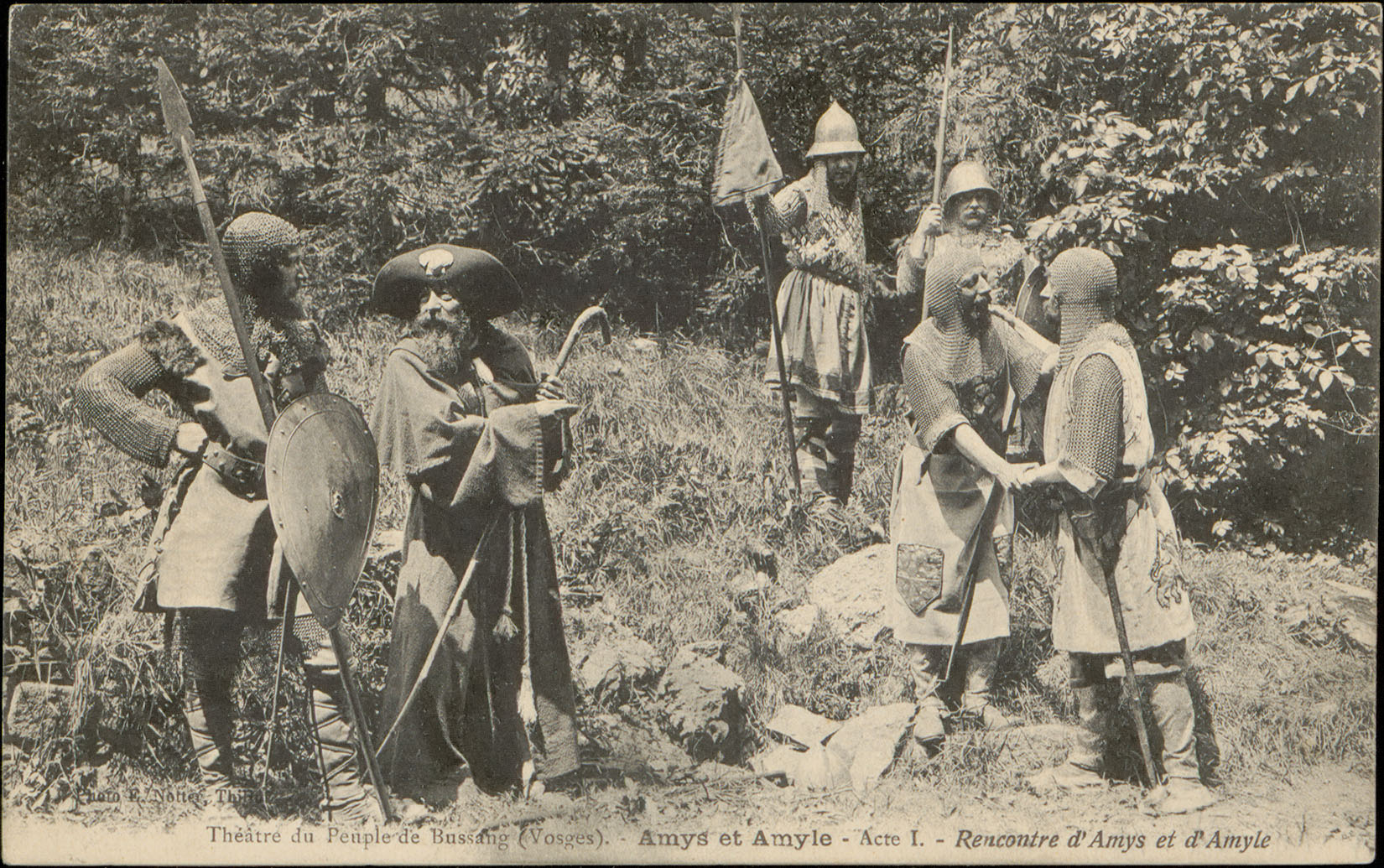
Amys et Amyle (probablement 1913).

### Filmographie
- Maurice Pottecher : l'aventure du Théâtre populaire, réalisé par Isabelle Clarke et Maïté Demoulin, Centre national de la cinématographie, Paris, 2003, 48 min (VHS)